# Araneus horizonte
Araneus horizonte là một loài nhện trong họ Araneidae.
Loài này thuộc chi Araneus. Araneus horizonte được Herbert Walter Levi miêu tả năm 1991.